# Бойко Володимир Васильович
Володимир Васильович Бойко — український військовослужбовець, старший солдат Збройних Сил України, учасник російсько-української війни, який загинув під час російського вторгнення в Україну

## Життєпис
Старший солдат, проходив військову службу у складі 115 ОМБр.
Згідно повідомлення Чернівецького обласного ТЦК та СП, загинув в боях з російськими окупантами в ході відбиття російського вторгнення в Україну (місце — не уточнено).
Похований на Алеї Слави Центрального кладовища м. Чернівців .

## Нагороди
- орден «За мужність» III ступеня (4 серпня 2022, посмертно) — за особисту мужність і самовіддані дії, виявлені у захисті державного суверенітету та територіальної цілісності України, вірність військовій присязі [2]. ← Потребує уточнення - Два ордени одного ступеня!!! (це два різних військових нагороджено. У них різні звання: солдат і старший солдат при чому старший солдат раніше)
- орден «За мужність» III ступеня (29 березня 2022) — за особисту мужність і самовіддані дії, виявлені у захисті державного суверенітету та територіальної цілісності України, вірність військовій присязі[3].